# Adela z Szampanii
Adela z Szampanii, fr. Adèle, Alix lub Alice de Champagne (ur. ok. 1140, zm. 4 czerwca 1206 w Paryżu) – córka Tybalda II Wielkiego, hrabiego Szampanii i Blois, oraz Matyldy, córki Engelberta II z Karyntii. Królowa Francji jako trzecia żona króla Ludwika VII.
Poślubiła Ludwika VII (wdowca po Konstancji Kastylijskiej) 13 listopada 1160 r. Dzień wcześniej miał miejsce ich „sekretny” ślub. Adela urodziła królowi dwoje dzieci:
- Filip II Augusta zwanego Dieudonné (ur. 21 sierpnia 1165, zm. 14 lipca 1223), jedynego męskiego potomka Ludwika VII, późniejszego króla Francji
- Agnieszkę Francuską (ok. 1171 – po 1207), późniejszą cesarzową bizantyjską (jako żona Aleksego II Komnena, a następnie Andronika I).

Adela była bardzo aktywna politycznie, współdziałała ze swoimi braćmi: Henrykiem I – hrabią Szampanii, Tybaldem V – hrabią Blois i Wilhelmem, późniejszym (od 1176) arcybiskupem Reims. Pozycja Adeli była na tyle mocna, że w 1164 r. Henryk i Tybald zostali zięciami króla Francji, poślubiając córki króla Ludwika VII z jego pierwszego małżeństwa z Eleonorą Akwitańską, a jej trzeci brat, Wilhelm, otrzymał wówczas biskupstwo Chartres.
Adela i jej bracia poczuli się zagrożeni, gdy jej 15-letni syn Filip August, koronowany na króla Francji w 1179 r., próbując uwolnić się spod wpływu matki i wujów, związał się z Filipem Alzackim, hrabią Flandrii i poślubił jego siostrzenicę, Izabelę z Hainaut. Wniesione w posagu hrabstwo Artois i podpisanie traktaktu z Henrykiem Plantagenetem wzmocniły pozycję młodego króla wobec domów Flandrii i Szampanii. Osłabienie roli na dworze nie przypadło do gustu ani Adeli, ani Filipowi Alzackiemu. Adela zawarła wtedy przymierze z Filipem Alzackim i Hugonem Burgundzkim, próbowała także wciągnąć do sojuszu cesarza Fryderyka Barbarossę. Ale gdy wybuchły walki w 1181 r., pogodziła się z synem i pomagała mu, gdy ten w 1184 r. usiłował rozwieść się z Izabelą.
Gdy Filip August wyruszał na krucjatę w 1190, ustanowił Adelę regentką Francji. Po jego powrocie w 1192 r. odsunięta od władzy, zajęła się fundowaniem opactw.
Zmarła 4 czerwca 1206 r. i została pochowana w opactwie Pontigny, w pobliżu Auxerre.